# Shamisa Debroey
Shamisa Debroey (2 juni 1989) is een Belgische illustratrice.  

## Biografie
Shamisa Debroey volgde de opleiding Beeldverhaal en Illustratie aan Sint-Lukas Brussel, waar ze in 2011 afstudeerde als beste van haar klas. In 2013 publiceerde ze haar afstudeerproject Verdwaald bij Oog & Blik / De Bezige Bij. Verdwaald is een graphic novel waar Debroey autobiografische elementen uit haar eigen jeugd verwerkt met haar fantasie.  Ze werkt als illustratrice voor verschillende Vlaamse media, zoals één, De Standaard, De Morgen en Focus Knack. Naast zelf tekenen en illustreren, recenseert ze ook graphic novels voor de Standaard. Ze geeft ook lezingen, voornamelijk rond de thema's diversiteit in de stripwereld en het organiseren van inclusieve artistieke projecten. Ze richtte samen met illustratrice Charlotte Dumortier, haar beste vriendin, het collectief Yum Yum op. Onder die naam maken ze zines.
Haar stijl kenmerkt zich door duidelijke zwarte lijnen en veel kleur. Voor Debroey moeten tekeningen en beelden ook altijd een boodschap dragen en ze verwerkt zelf ook opinies in haar beelden. Ze zegt zelf voornamelijk van beelden te houden die openstaan voor mensen. Haar werk gaat over vrouwenrechten, inclusie en trauma. Ze wil in haar werk een afspiegeling van de maatschappij tonen, met aandacht voor mensen van andere afkomst, zoals zijzelf. (Haar vader komt uit Zimbabwe.) Op die manier probeert ze het beeld van anderen te normaliseren bij de lezer.
In 2014 maakte ze op vraag van de stadsartiest Gijs Vanhee een muurschildering in het Mosselschelpstraatje in Mechelen, binnen het kader van het project 'Mechelen Muurt'.
In 2017 was Debroey stadstekenaar van Mechelen (voor het kunstencentrum Vooruit in Gent).
In 2019 cureerde ze op het Passa Porta festival Black Box een zwarte doos waar mensen hun geheimen in konden achterlaten en waar dichters tekenaars en muzikanten dan een antwoord op gaven. Hiernaast werkte ze tijdens hetzelfde festival ook mee aan strange, surprising adventures, waarbij een aantal tekenaars zich verhouden tot Robinson Crusoë. In 2019 organiseerde ze mee het "Tekenpudding"-festival van KOP vzw en Fameus.
Ze illustreerde ook het kinderboek De toevallige tijdreis van Carlo Ganz van Leen Vandereyken, dat in 2020 uitkwam.

## Prijzen
- 2013: NRC Beeldverhalenprijs
- 2013: Focus Knack Strip Awards
- 2016: Jonge Aanstormende Talentenprijs, deAuteurs
- 2017: Artist Award van het Afrika Filmfestival in Filmhuis Mechelen. [11]